# Praolia hayashii
Praolia hayashii là một loài bọ cánh cứng trong họ Cerambycidae.